# Opifex
Opifex is een geslacht van muggen uit de familie van de steekmuggen (Culicidae).

## Soorten
- Opifex chathamicus (Dumbleton, 1962)
- Opifex fuscus Hutton, 1902